# Beda (namn)

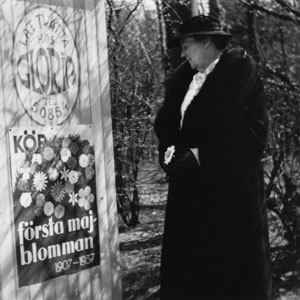
Beda Hallberg

Kvinnonamnet Beda är ursprungligen ett engelskt mansnamn med något osäker betydelse. Enligt vissa tolkningar är betydelsen 'bedjaren'. Namnet har funnits i Sverige sedan 1800-talet och används som kvinnonamn.
Beda var ganska vanligt som förnamn i Sverige runt år 1900 men har varit mycket ovanligt sedan dess. Det är endast en handfull flickor i varje årskull som får det som förnamn.[källa behövs]
Den 31 december 2014 fanns det totalt 499 kvinnor folkbokförda i Sverige med namnet Beda, varav 146 bar det som tilltalsnamn.
Enligt bondepraktikan skulle vädret denna dag bestämma hur det blev på sommaren, närmare bestämt i den tredje sommarmånaden augusti: "Urban, Vilhelmina och Beda, de skola sommaren leda".
Namnsdag i Sverige: 27 maj samtidigt som Blenda.

## Personer med namnet Beda
Kvinnor
- Beda Hallberg, initiativtagare till förstamajblomman

Män
- Beda Dudík, österrikisk benedektinermunk och historiker
- Beda Venerabilis, anglosaxisk benediktinermunk och historiker
- Beda Weber, österrikisk författare

## Fiktiva figurer med namnet Beda
- Beda, Bert-serien, Berts gammelfarmor
- Beda Osborn, Osborns fru i de göteborska vitsarna med Kal och Ada
- Beda Karlsson, Bärtas och Johans dotter i Stadserien av Per Anders Fogelström